# Santolina
Genre
Santolina (les Santolines) est un genre de plante à fleurs de la famille des Astéracées. Ce sont des plantes herbacées, arbustes persistant et mellifères qui offrent une floraison estivale. Leur nom dérive du latin sanctus, « saint » et Linum, lin, la Santoline petit-cyprès (qui délivre une forte odeur de santoline piquante) étant considérée comme un lin sacré en raison des qualités médicinales qui lui étaient attribuées. 

## Liste des espèces, sous-espèces et non-classés
Selon NCBI (23 oct. 2012) :
- Santolina adscensionis
- Santolina africana
- Santolina ageratifolia
- Santolina benthamiana
- Santolina chamaecyparissus (Santoline petit-cyprès)
  - non-classé Santolina chamaecyparissus var. teucrietorum
- Santolina corsica
- Santolina decumbens
- Santolina elegans
- Santolina etrusca
- Santolina impressa
- Santolina insularis
- Santolina ligustica
- Santolina magonica
  - sous-espèce Santolina magonica subsp. vedraensis
- Santolina melidensis
- Santolina neapolitana
- Santolina oblongifolia
- Santolina pectinata
  - sous-espèce Santolina pectinata subsp. subclausa
- Santolina pinnata
- Santolina rosmarinifolia
- Santolina semidentata
- Santolina villosa
- Santolina virens
- Santolina viscosa

Selon ITIS (23 oct. 2012) :
- Santolina chamaecyparissus L.
- Santolina neapolitana Jord. & Fourr.
- Santolina rosmarinifolia L.

Selon Catalogue of Life (23 oct. 2012) :
- Santolina africana
- Santolina benthamiana
- Santolina canescens
- Santolina chamaecyparissus
- Santolina corsica
- Santolina decumbens
- Santolina elegans
- Santolina etrusca
- Santolina insularis
- Santolina magonica
- Santolina melidensis
- Santolina neapolitana
- Santolina oblongifolia
- Santolina pectinata
- Santolina pinnata
- Santolina rosmarinifolia
- Santolina semidentata
- Santolina tincloria
- Santolina villosa
- Santolina virens